# A 200
A 200 è un bolero dei Deep Purple contenuto nell'album Burn del 1974.
La canzone è l'unico pezzo strumentale dell'album, scritto da Ritchie Blackmore, Jon Lord e Ian Paice.

## Storia
La canzone è nata nelle sessioni di settembre 1973 al Clearwell Castle durante le quali il gruppo ha composto l'album Burn. A differenza del resto dell'album, i cui brani sono stati studiati durante le prove, 'A' 200 è nata da jam sessions in studio e ospita i primi esperimenti di Jon Lord con un sintetizzatore .